# Existencias y flujos

Existencia (en inglés, stock) y flujo (en inglés, flow) en un diagrama dinámico.

En economía, los negocios y la contabilidad, así como en otros campos relacionados, a menudo se distingue entre cantidades que son existencias y otras que son flujos. Estas cantidades difieren en sus unidades de medida. Una existencia es medida en un momento específico y represente una cantidad en ese momento en el tiempo (por ejemplo: 31 de diciembre de 2004), que puede haberse acumulado en el pasado. Por otro lado, una variable de flujo es medida sobre un intervalo de tiempo, y deber ser medido por unidad de tiempo (por ejemplo: un año). En este sentido, la palabra flujo es análoga a tasa o velocidad.